# Pigmentno znamenje
Pigmentno znamenje ali pigmentni nevus je prirojena ali kasneje nastala, omejena pigmentirana lezija kože ali sluznice. Gre melanocitne spremembe kože, ki nastanejo, ker se melanociti na nekaterih delih kože brez posebnega razloga razmnožijo. Imajo jih skoraj vsi ljudje in so praviloma benigni (nerakavi) ter človeka ne ogrožajo. V redkih primerih lahko iz njih vznikne melanom.

## Razvrščanje
Pigmentna znamenja lahko razdelimo na prirojena oziroma pridobljena. Prirojena (kongenitalna) pigmentna znamenja so opazna že ob rojstvu ali pa se pojavijo v prvih tednih življenja ter rastejo skladno z rastjo organizma. Pojavljajo se pri 1 do 2 odstotkih novorojenčkov. Mnoga, tako imenovana pridobljena znamenja nastanejo kasneje v življenju, zlasti po puberteti.

### Prirojeni
Med prirojena pigmentna znamenja uvrščamo:
- prirojena melanocitna znamenja; običajno jih nadalje delimo glede na velikost (vendar praviloma sčasoma rastejo z rastjo celega organizma in se lahko njihova uvrstitev v velikostni razred spremeni). Razdelitev glede na velikost je pomembna glede tveganja za pojav melanoma:.[5]
  - malo prirojeno melanocitno znamenje: < 1,5 cm[5]
  - srednje prirojeno melanocitno znamenje: 1,5–19,9 cm[5]
  - veliko prirojeno melanocitno znamenje: ≥ 20 cm[5] 
Tveganje za pojav melanoma kasneje v življenju je največje pri velikem kongenitalnem znamenju (2–30-odstotno tveganje), pri srednje velikem pa je tveganje manj kot 4-odstotno. Melanom nastane v velikem kongenitalnem nevusu lahko že v zgodnjem otroštvu, v srednje velikem pa navadno po puberteti.[4]
- Itov nevus
- Otov nevus (okulodermalna melanocitoza)

### Pridobljeni
Med pridobljena pigmentna znamenja spadajo:
- pridobljeno melanocitno znamenje, ki ga lahko nadalje razvrščamo glede na lokacijo melanocitnih celic:[5]
  - junkcijski nevus: v temeljni plasti pokožnice[1]
  - intradermalni nevus: v usnjici
  - kombinirani nevus: ima značilnosti junkcijskega in intradermalnega nevusa (zajema pokožnico in usnjico)[1]
- displastični nevus: diagnosticira se na osnovi histoloških značilnosti; ima nerazločen rob in neenakomerno obravanost,[6] večkrat se pojavi v večjem številu in je predstopnja malignega melanoma[1]
- Beckerjev nevus
- modri nevus (redko je lahko tudi prirojen): običajno manjši od 1 cm, plosk in modro-črno obarvan[7]
- Horijev nevus
- nevus spilus (rjavo znamenje s temnimi pegami)[8]
- Spitz nevus

## Pigmentna znamenja in melanom
Maligni melanom nastane zaradi maligne spremembe melanocitov (pigmentnih celic), vendar večinoma vznikne v zdravi koži. Lahko nastane tudi iz pigmentnih znamenj (zlasti pridobljenih ali prirojenih melanocitnih nevusov, izjemoma se lahko maligno spremeni Spitz nevus ali modri nevus). Pigmentno znamenje samo po sebi ni predstopnja melanoma; po ocenah melanom v pigmentnem nevusu zraste v manj kot tretjini primerov, v dveh tretjinah pa vznikne v predhodno zdravi koži. Preventivno izrezovanje nesumljivih pigmentnih znamenj zato ni upravičeno in ne zmanjša tveganja za
razvoj melanoma. Izrezati je treba sumljiva pigmentna znamenja.